# Ferdinand I, Duce de Parma
Ferdinand I de Parma (n. 20 ianuarie 1751, Parma, Ducatul Parmei – d. 9 octombrie 1802, Fontevivo, Emilia-Romagna, Italia) a fost Duce de Parma din 1765 până în 1802.  fost al doilea copil și singurul fiu al lui Filip, Duce de Parma și a Prințesei Louise Élisabeth a Franței, fiica cea mare a regelui Ludovic al XV-lea al Franței și a reginei Maria Leszczyńska.  Bunicii paterni erau Filip al V-lea al Spaniei (nepot al regelui Ludovic al XIV-lea al Franței) și a doua sa soție, Elisabeta  Farnese.

## Biografie
Născut la palatul ducal din Colorno, el a fost considerat nepotul favorit al bunicului său matern, regele Ludovic al XV-lea al Franței. Ca nepot pe linie masculină a regelui Filip al V-lea al Spaniei el a fost considerat infante al Spaniei.

### Căsătorie

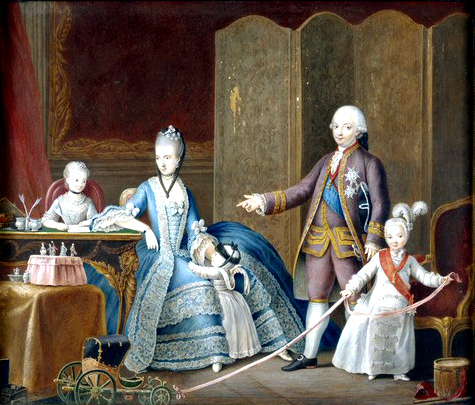
Ferdinand, Maria Amalia și copii lor

Ca moștenitor al unei dintre cele mai mari colecții de ducate suverane, Ferdinand a fost un candidat atractiv pentru multe prințese din Europa. Printre posibilele candidate s-a inclus moștenitoarea Prințesa Maria Beatrice Ricciarda d'Este de Modena, fiica lui Ercole al III-lea de Modena. Posibila lui căsătorie cu Prințesa Maria Beatrice a fost, însă, foarte puțin probabilă, deoarece acesta din urmă era logodită cu Arhiducele Leopold de Austria (mai târziu împăratul Leopold al II-lea), de la o vârstă foarte tânără și mai târziu cu fratele mai mic al lui Leopold, Arhiducele Ferdinand.
O altă candidată a fost Louise Marie Thérèse Bathilde d'Orléans care deținea o zestre foarte mare; ea era singura fiică în viață a lui Louis Philippe I, Duce de Orléans și sora lui Philippe Égalité.
În cele din urmă Ferdinand s-a căsătorit cu Arhiducesa Maria Amalia a Austriei, al optulea copil al împărătesei Maria Tereza a Austriei și sora mai mare a reginei Neapolelui și Siciliei și a viitoarei regine a Franței. A avut loc o căsătorie prin procură al Viena la 27 iunie iar la 1 iulie Maria Amalia își părăsea casa. Viitoarea ducesă și-a întâlnit soțul la Mantua la 16 iulie. Ea a venit însoțită de fratele ei Iosif al II-lea, Împărat Roman iar Ferdinand însoțit de membrii familiei Sforza. La 19 iulie a avut loc o ceremonie la palatul ducal din Colorno unde s-a născut Ferdinand. Cuplul și-a făcut intrarea la Palermo la 24 iulie. 

### Copii
1. Prințesa Carolina Maria Teresa Giuseppa de Parma (22 noiembrie 1770–1 martie 1804), căsătorită cu Prințul Maximilian al Saxoniei
2. Prințul Louis Francis Philibert de Parma (5 iulie 1773–27 mai 1803). S-a căsătorit cu verișoara lui primară Maria Luisa Josefa Antonietta Vicentia a Spaniei și a avut copii; a fost primul rege al Etruriei.
3. Prințesa Maria Antonia Giuseppa Walburga Anna Luisa Vicenza Margherita Caterina de Parma (28 noiembrie 1774–1841), care a devenit călugăriță ursulină.
4. Prințesa Maria Carlotta Ferdinanda Teresa Anna Giuseppa Giovanna Luisa Vincenza Rosalia de Parma (7 septembrie 1777–6 aprilie 1813)
5. Prințul Felipe de Parma (22 mai 1783–1786)
6. Prințesa Antoina Luigia de Parma (21 octombrie 1784)
7. Prințesa Maria Luigia de Parma (17 aprilie 1787–1789)
8. Prințesa X de Parma - fiică nenăscută (21 mai 1789) (gemeni)
9. Prințul X de Parma - fiu nenăscut (21 mai 1789) (gemeni)

## Arbore genealogic
1. ↑  Czech National Authority Database, accesat în 1 martie 2022